# Piazzetta Calderari
Piazzetta Calderari è una piazza situata nella città di Pordenone, in Friuli-Venezia Giulia.
La piazza è dedicata ad uno degli allievi del pittore il Pordenone, Giovanni Maria Zaffoni detto il Calderari.

## Descrizione
Piazzetta Calderari presenta una forma rettangolare; è delimitata dai resti delle antiche mura di Pordenone (a Sud), da via Beata Elisabetta Vendramini (a Ovest) e da Piazza San Marco (a Est). Su di essa trovano luogo molteplici uffici, fra i quali il più importante è l'ufficio dell'anagrafe.

## Storia
Piazzetta Calderari sorge sul "Borgo di Sotto", ovvero la zona più antica della città, che comprende tuttora l'area del Duomo di San Marco e la rispettiva piazza, l'area del Palazzo Comunale e infine l'area delle rive del Noncello. Il "borgo" subì i disastri di un bombardamento del 28 dicembre 1944 da parte degli Alleati: via Calderari (allora sede dei più importanti palazzi signorili del centro città) e la parte a sud del Palazzo Comunale vennero totalmente rase al suolo. In seguito a ciò, quella che era via Calderari venne risistemata e resa piazza (Piazzetta Calderari, appunto), mentre le macerie della parte distrutta del Palazzo Comunale vennero sostituite da importanti uffici comunali. Per questo motivo la piazza ha questo aspetto molto moderno, nonostante sorga nel vivo centro di Pordenone.